# 布萊克沃爾納特 (密蘇里州)
布萊克沃爾納特（英語：Black Walnut）是位於美國密蘇里州聖查爾斯縣的非建制地區。

## 歷史
布萊克沃爾納特的郵局於1875年設立，其後於1908年停運。

## 地理
布萊克沃爾納特所處的海拔為高於海平面133米（即436英呎），而該地所採用的時區為UTC-6，即北美中部時區（CST）。同時該地設有夏令時間，為UTC-6調快一小時，即UTC-5（CDT）。